# フランス王フランソワ1世の肖像

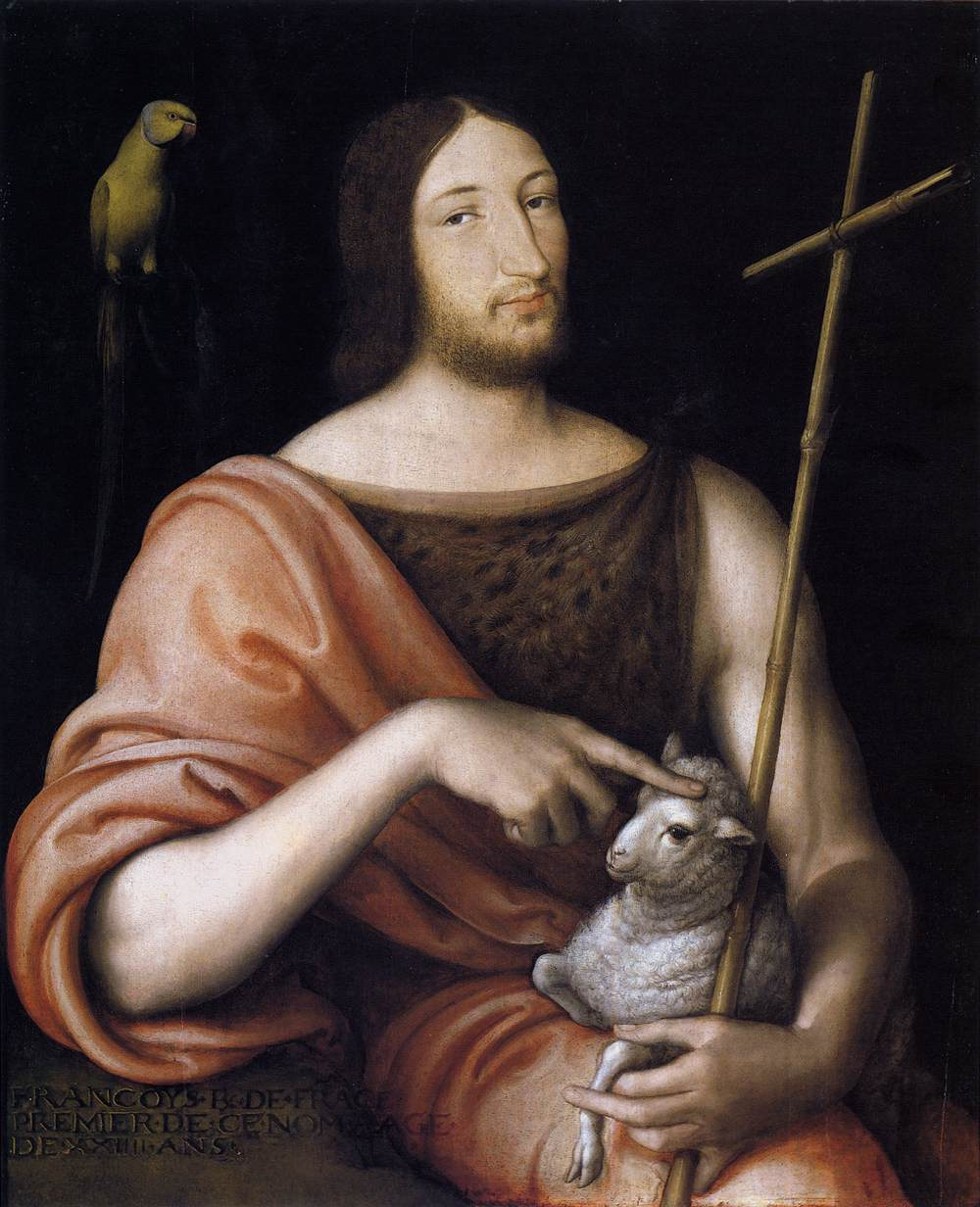
ジャン・クルーエ『洗礼者聖ヨハネとしてのフランソワ1世の肖像』、1518年、ルーヴル美術館

『フランス王フランソワ1世の肖像』（フランスおうフランソワいっせいのしょうぞう、仏: François Ier, roi de France、英: Francis I, King of France）は、16世紀のフランス・ルネサンス期の画家ジャン・クルーエが1527-1530年に樫板上に油彩で描いた絵画で、1515年に父の従弟であったルイ12世からフランス王位を継承したフランソワ1世 (1494-1547) の肖像画である。制作には、おそらくジャン・クルーエの息子であるフランソワ・クルーエの手も入っているとみられる。フランソワ1世のコレクションにあった作品で、現在はパリのルーヴル美術館に所蔵されている。なお、ルーヴル美術館には『洗礼者聖ヨハネとしてのフランソワ1世の肖像』も収蔵されている。

## 作品
フランソワ1世はイタリア戦争を初めとするいくつもの対外戦争を行い、フランス国内では中央集権化を進めた強力な王であった。彼は、すべての文書を「何となれば、かくの如きが朕 (ちん) の喜びとするところだからである」という書式で結び、代々の王が「殿下」 (アルテス) と呼ばれたのに対し、自身を「陛下」 (マジェステ) と呼ばせた。
その一方で、フランソワ1世は、ローマ教皇ユリウス2世やレオ10世、フィレンツェのメディチ家、マントヴァのゴンザーガ家にならって、自身も学芸や美術の保護者になろうとした。彼はルネサンスの先進地イタリアからレオナルド・ダ・ヴィンチを初め優れた芸術家を招くとともに、美術品の収集を積極的に行った。今日のルーヴル美術館の最初の礎を築いたのは彼である。また、王はフォンテーヌブロー宮殿など各地に宮殿を造営し、フォンテーヌブロー派を育成した。
フランソワ1世はジャン・クルーエを宮廷画家に任命し、画家はフランソワ1世とその家族の優れた肖像画を描いた。シャンティイのコンデ美術館には素描によるフランソワ1世の肖像が所蔵されている。ジャン・クルーエは王本人をモデルにしてこの素描を描き、それをもとに本作を制作した。王の顔立ちはコンデ美術館の素描そのままであるが、豪華な宮廷の衣装は画家が思うままに描き加えたものである。このため、顔と衣装が統一されていない印象を与える。しかし、聖ミカエル騎士団の勲章は、王が身に着けていたものを正確に写し取ったものである。
本作が描かれた当時、フランソワ1世は全盛期を迎えており、それは控えめながらも画面の王の姿にうかがわれる。また、武人というより美術愛好家、愛書家で、感覚的、熱狂的な資質を持った王の姿も捉えられている。